# Epizoanthus planus
Epizoanthus planus är en korallart som beskrevs av Oscar Henrik Carlgren 1923. Epizoanthus planus ingår i släktet Epizoanthus och familjen Epizoanthidae. Inga underarter finns listade i Catalogue of Life.